# Мерилін Стратерн
Дама Енн Мерилін Еванс, у шлюбі Стратерн (нар. 6 березня 1941) — британська феміністська антропологиня та викладачка, член ордену Британської імперії та Британської академії. Працювала в основному з народом Маунт-Гаґен у Папуа Новій Гвінеї та займалася питаннями репродуктивних технологій у Великобританії. Була професоркою соціальної антропології Вільяма Вайза в Кембриджському університеті з 1993 по 2008 рік, а з 1998 по 2009 рік — керівницею коледжу Гертон у Кембриджі.

## Раннє життя
Народилася 6 березня 1941 року в родині Еріка Еванса та Джойс Еванс у Північному Уельсі. Першу формальну освіту здобула в початковій школі Крофтон Лейн, після чого навчалася в середній школі Бромлі. Стратерн досягла успіхів у навчанні, частково завдяки підтримці та настановам своєї матері, вчительки за фахом. Після школи вона вступила до Гіртонського коледжу, щоб вивчати археологію та антропологію. Згодом вона стала там студенткою-дослідницею і здобула ступінь докторки філософії в 1968 році. Вступила в шлюб з колегою-антропологом Ендрю Стратерном в 1964 році, народила трьох дітей до розлучення.

## Кар'єра
Протягом своєї кар'єри Стретерн обіймала багато посад, всі вони були пов'язані з її роботою з населенням Папуа Нової Гвінеї та її досвідом у феміністичній антропології. Її кар'єра розпочалася у 1970 році, коли вона працювала дослідницею у Дослідницькому відділі Нової Гвінеї Австралійського національного університету, після чого з 1976 по 1983 рік вона викладала у коледжі Гертон, а потім у Трініті-коледжі у 1984—1985 роках. Також час від часу читала гостьові лекції в Каліфорнійському університеті в Берклі у США, Європі та Австралії.
Вона залишила Кембридж, щоб стати професоркою соціальної антропології в Манчестерському університеті в 1985 році. Востаннє повернулася до Кембриджу в 1993 році, щоб зайняти посаду професорки соціальної антропології імені Вільяма Вайса до виходу на пенсію в 2008 році. У цей час вона також обіймала посаду господині коледжу Гертон з 1998 по жовтень 2009 року. Стратерн також була додатково обраним членом Наффілдської ради з біоетики, а також очолювала Робочу групу «Людські тіла: донорство для медицини і досліджень» з 2000 по 2006 і з 2010 по 2011 роки.

## Польові роботи в Папуа Новій Гвінеї
Починаючи з докторської дисертації, опублікованої в 1972 році під назвою «Жінки поміж», і закінчуючи останніми публікаціями, Стратерн постійно ставить під сумнів визначення та соціальні конструкції гендерних «норм». У роботі «Особистий інтерес і суспільне благо: Деякі наслідки ґендерних образів Хаґена» (1981) Стратерн зазначає, що «ґендерні образи — це… символічний механізм, за допомогою якого »колективні" та «особисті» інтереси створюють враження, що вони мають різний порядок". Як редакторка збірки статей «Маючи справу з нерівністю: Аналіз гендерних відносин у Меланезії та за її межами», вона також піднімає на поверхню питання гендерної «рівності» і того, що вона насправді означає, запитуючи, чи є визначення західного світу насправді правильними, чи все ще існує відчуття патріархального домінування.
Застосування цього підходу при дослідженні таких сфер, як суспільства в Папуа Новій Гвінеї, дозволило Стратерн розширити межі мислення на такі теми, як репродуктивні технології, інтелектуальна власність та гендер як у Меланезії, так і у Великій Британії.
Найвідомішою її книгою є «Стать обдарованості», опублікована у 1988 році. У «Статі обдарованості» вона по-новому використовує феміністичний підхід, щоб стверджувати, що папуаських жінок не експлуатують, а скоріше визначення інше. Стать, зазначає вона, там визначають інакше, ніж у Сполученому Королівстві. Стратерн також виносить на поверхню той факт, що теорії домінують самі по собі, і, хоча вона знає, як антрополог, вона не може відокремитися від них, вона заявляє, що пропонує «розповідь» замість аналізу ситуації.
Стратерн провела багато часу серед хагенів Папуа Нової Гвінеї. Звідси вона розвинула одну з головних тем, що зустрічаються в її роботах, що світ є онтологічно множинним. Світ складається з частин, які можна ідентифікувати, але ці частини не відокремлені одна від одної. Вона не звертається безпосередньо до суспільства, а радше розглядає соціально сконструйовані численні реальності, які існують взаємозалежно одна від одної.

## Репродуктивні технології
Роботи Стратерн у 1990-х роках стали основою для нової субдисципліни в антропології, що займається новими репродуктивними технологіями, такими як штучне запліднення. У двох своїх публікаціях 1992 року «Після природи: Англійська спорідненість наприкінці 20-го століття» та «Відтворення майбутнього: Нариси з антропології, спорідненості та нових репродуктивних технологій», Стратерн стверджувала, що існуючі моделі природи і культури трансформувалися завдяки відкритому використанню технологій для досягнення репродукції. У написаному у співавторстві дослідженні «Технології прокреації: Спорідненість в епоху допоміжних репродуктивних технологій» вона та її колеги припустили, що нові визначення спорідненості та походження з'являться в результаті поширення нових репродуктивних технологій. Ці дослідження проклали шлях до того, що відтоді стало відомим як нові дослідження спорідненості.

## Вибіркові видання
Стратерн є авторкою численних публікацій, у тому числі 44 одноосібних журнальних статей, 57 розділів у книгах і понад 15 книг, написаних самостійно або у співавторстві з іншими авторами. Її теми варіюються від меланезійської культури до культури Сполученого Королівства. Публікації Стратерн про культуру Меланезії зосереджені на гендерних відносинах, правовій антропології та феміністичних дослідженнях, в той час як її публікації про культуру Сполученого Королівства тяжіють до спорідненості, культури аудиту, репродуктивних та генетичних технологій. Згідно з інтерв'ю Американській антропологічній асоціації у 2011 році, книгою, яку вона найбільше любила писати, була «Часткові зв'язки», написана у 1991 році. Однак найвідомішою її книгою є «Стать обдарованості», опублікована у 1988 році.
У «Статі обдарованості» вона по-новому використовує феміністичний підхід, щоб стверджувати, що папуаських жінок не експлуатують, а скоріше визначення інше. Стать, зазначає вона, там визначають інакше, ніж у Сполученому Королівстві. Стратерн також виносить на поверхню той факт, що теорії домінують самі по собі, і, хоча вона знає, як антрополог, вона не може відокремитися від них, вона заявляє, що пропонує «розповідь» замість аналізу ситуації.

### Інші публікації
- (з Ендрю Стратерном) Самодекорація в Маунт-Геґені (1971)
- Жінки поміж (1972)
- Без грошей на нашій шкірі: Хагенські мігранти в Порт-Морсбі (1975) ISBN 0-85818-027-8
- (вид. з К. Маккормаком) Природа, культура та стать (1980) ISBN 978-0-521-28001-3
- Спорідненість у основі: антропологія Елмдона, Ессекс (1981) ISBN 0-521-23360-7
- Стать обдарованості: проблеми з жінками та проблеми суспільства в Меланезії (1988) ISBN 0-520-07202-2
- Часткові з'єднання . Savage, Maryland: Rowman and Littlefield (1991). Перевидано AltaMira Press, Walnut Creek, CA. (2004)
- Після природи: Англійська спорідненість наприкінці 20-го століття (1992) ISBN 978-0-521-42680-0
- Відтворення майбутнього: Нариси з антропології, спорідненості та нових репродуктивних технологій (1992) ISBN 978-0-719-03674-3
- (разом з Жанетт Едвардс, Сарою Франклін, Еріком Гіршем і Френсіс Прайс) Технології дітородіння: Споріднення в епоху допоміжного зачаття (1993) ISBN 9780415170567
- Властивість, субстанція та дія. Антропологічні нариси про осіб і речі. Лондон: Athlone Press (1999). Збірник есе, 1992-98 ISBN 0-485-12149-2
- Commons and borderlands: робочі документи про міждисциплінарність, підзвітність і потік знань (2004) ISBN 0-9545572-2-0
- (редакторка разом з Еріком Хіршем) Транзакції та створення: обговорення власності та стимул Меланезії (2004), Оксфорд: Berghahn.
- (ed) Культура аудиту. Антропологічні дослідження підзвітності, етики та академії. (2000) Лондон: Routledge.
- Спорідненість, закон і несподіване: родичі завжди дивують. Кембридж: Cambridge University Press (2005) ISBN 0-521-61509-7
- Відносини: Антропологічний звіт. Durham: Duke University Press (2020) ISBN 978-1-4780-0835-4

## Відзнаки
Щорічна лекція Стратерн була започаткована в 2011 році з метою вшанування багатогранних досягнень дами Мерилін Стратерн і запрошує видатну антропологиню. Інавгураційну лекцію під назвою «Подарунки, які не можна купити за гроші» прочитала сама Стратерн.
У 1987 році вона була обрана членом Британської академії (FBA).
- Іноземний почесний член Американської академії мистецтв і наук (1996)[18]
- Дама-командор Ордена Британської імперії за заслуги в галузі соціальної антропології (2001)[18]
- Меморіальна медаль Ріверса, Королівський антропологічний інститут (1976)[18]
- Медаль Фонду Вікінга, Фонд антропологічних досліджень Веннера-Грена (2003) (востаннє була вручена у 1972 році)[10]
- Медаль Гакслі (2004)[18]
- Медаль 30-ї річниці незалежності, Папуа Нова Гвінея (2005)[18]
- Обрана до Американського філософського товариства (2016)[20]

У 2000 році художниця Дафна Тодд отримала замовлення від коледжу Гертон, Кембридж, намалювати портрет господині Мерилін Стратерн. Ця картина, що зображала Мерилін з двома головами на окремих полотнах, принесла Тодд нагороду Королівського товариства портретистів «Ондаат'є» за портрет у 2001 році.

### Почесні дипломи
- Почесний ступінь доктора філософії Единбург (1993)[18]
- Почесний ступінь доктора філософії. Копенгаген (1994)[18]
- Почесний ступінь з літератури, Оксфорд (2004)[18]
- Почесний ступінь політолога, Гельсінкі (2006)[18]
- Почесний ступінь, Університет Пантейон, Афіни (2006)[18]
- Почесний ступінь доктора наук, Дарем (2007)[18]
- Почесний ступінь з філософії, Університет Папуа-Нової Гвінеї (2009)[18]
- Почесний ступінь з соціальних наук, Белфаст (2009)[18]
- Почесний доктор наук, Австралійський національний університет (2015)[22]
- Почесний доктор Гарвардського університету (2019)

### Цитування
1. ↑  Deutsche Nationalbibliothek Record #130415774 // Gemeinsame Normdatei — 2012—2016.
2. ↑  SNAC — 2010.
3. 1 2  www.ae-info.org
4. ↑  Catalog of the German National Library
5. ↑  https://www.thebritishacademy.ac.uk/fellows/marilyn-strathern-FBA/
6. ↑  Birthdays, The Guardian, 2014: 35
7. 1 2 3  Video Recording of Marilyn Strathern by Alan Macfarlane, 6 May 2009.
8. ↑  Past Mistresses - Girton College. Girton College. Процитовано 1 березня 2020.
9. ↑  University of Cambridge [Архівовано 15 березня 2013 у Wayback Machine.], Marilyn Strathern.
10. 1 2 3  American Anthropological Association [Архівовано 2015-09-05 у Wayback Machine.], 2011. Inside the Presidents Studio — Marilyn Strathern.
11. 1 2 3  Marilyn Strathern. 1981 «Self-Interest and the Social Good: Some Implications of Hagen Gender Imagery.» Pp. 370—391 in Readings for a History of Anthropological Theory,edited by Paul A. Erickson and Liam Murphy. Toronto: University of Toronto Press.
12. 1 2  Marilyn Strathern. 1987 «Dealing with inequality: analyzing gender relations in Melanesia and beyond.» Cambridge: Cambridge University Press.
13. 1 2 3 4  Mary Douglas 1989, «A Gentle Deconstruction.» The London Review of Books. London: London Review of Books 11(9): 17-18.
14. ↑  Mikala Hansbol, «Marilyn Strathern, ontological multiplicity and partial connections.» Mikalas Klumme: A Researchers Blog.
15. 1 2  Marilyn Strathern 2005. Kinship, Law and the Unexpected: relatives are always a surprise. New York: Cambridge University Press.
16. ↑  Carsten, Janet (2004). After Kinship. Cambridge University Press. ISBN 0521661986.
17. ↑  Franklin, Sarah; McKinnon, Susan (2001). Relative Values: Reconfiguring Kinship Studies. Duke University Press. ISBN 9780822327967.
18. 1 2 3 4 5 6 7 8 9 10 11 12 13 14  Girton College, 2010 Past Mistresses: Marilyn Strathern
19. ↑  STRATHERN, Dame Marilyn. British Academy Fellows. British Academy. Архів оригіналу за 22 червня 2014. Процитовано 20 червня 2014.
20. ↑  APS Member History. search.amphilsoc.org. Процитовано 18 лютого 2021.
21. ↑  Times Higher Education, 2001 «Capturing a two-headed creature.» England: London.
22. ↑  ANU honours influential anthropologist. 17 липня 2015. Процитовано 17 липня 2015.